# Буткевич, Олег Викторович
Оле́г Ви́кторович Бутке́вич (род. 21 апреля 1924 года, Москва, РСФСР, СССР — 2 января 2007 года, Москва, Россия) — советский и российский искусствовед, скульптор, член-корреспондент Российской академии художеств (2001).

## Биография
Родился 21 апреля 1924 года в Москве, где жил и работал.
В период с 1939 по 1942 годы — учился в МСХШ.
В 1942 был призван в армию, обучался пилотированию пикирующим бомбардировщиком Пе-2, получил звание старшего лейтенанта на фронт не попал из-за травмы.
В 1952 году — окончил факультет скульптуры МГХИ им. Сурикова, в 1961 году — окончил аспирантуру НИИ теории и истории изобразительных искусств Академии художеств СССР.
С 1952 по 1954 годы — преподаватель скульптуры в МСХШ.
С 1963 по 1973 годы — заведующий отделом изобразительного искусства газеты «Советская культура».
С 1976 по 1989 годы — главный редактор журнала «Декоративное искусство» СССР.
С 1989 по 2003 годы — главный редактор журнала «Художник», секретарь правления Союза художников России.
В 2001 году — избран членом-корреспондентом Российской академии художеств.
Являлся действительным членом Петровской академии наук и искусств.
Автор книги «Красота» (Л., 1983).
Создатель Детского культурно-оздоровительного центра имени святых Флора и Лавра для детей-сирот и детей из малоимущих семей в селе Фроловском под Козельском (Калужская область), который был открыт в 2004 году.
В соавторстве со скульпторами В. И. Ступиным и Кудрявцевым участвовал в создании надгробия русскому живописцу А. Васнецову в Москве и памятник чувашскому народному поэту К. Иванову в Чебоксарах.
Член редколлегии научного альманаха «Советское искусствознание».
Олег Викторович Буткевич умер 2 января 2007 года в Козельске, где жил последние годы.

## Награды
- Заслуженный деятель искусств РСФСР (1977)